# 黒沢橋
黒沢橋（くろさわはし）は、福島県南会津郡只見町にある道路橋である。

## 概要
- 全長：157.0m
  - 主径間：38.6m
- 幅員：6.0（9.75）m
- 形式：4径間PC単純ポステンT桁橋
- 竣工：1993年度

一級水系阿賀川水系只見川支流の伊南川を渡り、福島県道360号小林舘の川線を通す。東詰は只見町黒沢に、西詰は楢戸に位置し国道289号に突き当たる丁字路であり、当路線の終点である。

## 沿革
- 1923年 - 初代橋梁が架けられる[1]。
- 1937年10月31日 - 2代目となる橋梁が架けられる[2]。
- 1967年11月17日 - 3代目となる先代の橋梁が開通する[3]。
  - 全長：150.0m
    - 主径間：39.4m

  - 幅員：3.0（4.0）m
  - 形式：4径間鋼単純活荷重合成鈑桁橋
  - 施工：土井鉄工所
  - 竣工：1965年
- 1991年度 - 旧橋梁の老朽化と幅員狭小対策のため地方道橋梁整備事業として架替工事が着工される。
- 1994年3月8日 - 現在の橋梁が開通する[4]。総工費は7億2200万円[5]。